# Ora!
Ora! è un album di Bruno Lauzi pubblicato dall'etichetta discografica Five Record nel 1987.

## Tracce
Lato A
1. Ora!
2. Fermati
3. Io senza te, tu senza me
4. Amore caro amore bello
5. Pensa se non ci fossero le ragazze

Lato B
1. La nostra canzone
2. Il tempo per vivere
3. Il vecchiaccio
4. Fantasia
5. Un uomo che ti ama

## Formazione
- Bruno Lauzi – voce
- Giancarlo De Giorgio – basso
- Giorgio Cocilovo – chitarra
- Matteo Fasolino – tastiera
- Alfredo Golino – batteria, percussioni